# NGC 5290
NGC 5290 ist eine spiralförmige Seyfertgalaxie (Typ 2) vom Hubble-Typ Sbc im Sternbild Jagdhunde und 118 Millionen Lichtjahre von der Milchstraße entfernt.
Sie wurde am 18. März 1787 von Wilhelm Herschel mit einem 18,7-Zoll-Spiegelteleskop entdeckt, der sie dabei mit „cB, elongated nearly in parallel, small nucleus in the middle; 2′ long“ beschrieb.